# Comuna Pidhirea, Pervomaisk
Pidhirea (în ucraineană Підгір'я) este o comună în raionul Pervomaisk, regiunea Mîkolaiiv, Ucraina, formată din satele Miciurine și Pidhirea (reședința).

## Demografie
Componența lingvistică a comunei Pidhirea
     Ucraineană (95,87%)
     Rusă (3,22%)
     Alte limbi (0,77%)
Conform recensământului din 2001, majoritatea populației comunei Pidhirea era vorbitoare de ucraineană (95,87%), existând în minoritate și vorbitori de rusă (3,22%).